# شتر خان ملا عباس زالی
شتر خان ملا عباس زالی مربوط به دوره قاجار است و در شهرستان اصفهان، بخش جلگه، روستای تاریخی قهی واقع شده و این اثر در تاریخ ۲۲ مرداد ۱۳۸۴ با شمارهٔ ثبت ۱۳۰۰۱ به‌عنوان یکی از آثار ملی ایران به ثبت رسیده است.